# Isabelle et le pot de basilic
Isabelle et le pot de basilic – en anglais Isabella and the Pot of Basil – est un tableau réalisé par le peintre britannique William Holman Hunt en 1867 à Florence, en Italie. De format vertical, cette huile sur toile préraphaélite est une illustration d'Isabella, or the Pot of Basil, un poème de John Keats s'inspirant lui-même du Décaméron de Boccace. Elle représente la jeune Isabelle se languissant de Lorenzo, son amoureux que ses frères ont tué : debout en blouse de nuit dans sa chambre à coucher, elle enlace le pot en majolique où elle a placé la tête du défunt pour y faire pousser du basilic. L'œuvre est conservée à la Laing Art Gallery, à Newcastle upon Tyne.